# Рашден энд Даймондс
Рашден энд Даймондс (англ. Rushden & Diamonds) — английский футбольный клуб из города Иртлингборо, Нортгемптоншир. Основан в 1992 году в результате слияния двух клубов, «Рашден Таун» и «Иртлингборо Даймондс». Расформирован в 2011 году, после исключения из Конференции в связи с неустойчивым финансовым положением. Домашние матчи проводил на стадионе «Нене Парк».

## История

### Объединение и ранние годы (1992-96)
Рашден энд Даймондс был основан 21 апреля 1992 года объединением клубов Рашден Таун и Иртлингборо Даймондс. Объединение было «детищем» Макса Григгса, английского производителя обуви Dr. Martens. 22 августа 1992 года Олли Кернс забивает первый гол в истории клуба в матче против Блистон Таун в Центральном дивизионе Южной Лиги. Первые несколько сезонов были весьма успешными для клуба. После 3 места в дебютном сезоне Даймондс выигрывают Центральный дивизион Южной лиги в следующем сезоне, а два года спустя был завоеван титул чемпионов Премьер дивизиона Южной Лиги. Клуб получил повышение в Конференцию всего после четырёх лет после создания.

### Конференция
После быстрого восхождения к вершинам английского полупрофессионального футбола клуб провёл следующие пять лет в Конференции, пытаясь получить продвижение дальше в Футбольную лигу. Команда финишировала на 12 месте в сезоне 1996/97, а дальше были четвёртое, четвёртое и второе места, пока, наконец, Даймондс не выиграли чемпионат Конференции в 2001 году. Именно на этот период приходятся лучшие выступления клуба в Кубке Англии; участие в третьем раунде. В сезоне 1998/99 Даймондс удержали ничью с Лидс Юнайтед 0-0 в присутствии рекордного числа (6,431) зрителей. В переигровке на Элланд Роуд, после шокирующего начала, когда Рашден повёл в счете, в итоге команда уступила 3-1. В следующем сезоне клуб вновь дошёл до третьего раунда, где в первом, гостевом матче, удержал ничью 1-1 против Шеффилд Юнайтед. В переигровке всё решила серия пенальти после 1-1 в основное время, где сильнее оказались гости из Шеффилда.

### Футбольная лига
В первом сезоне на новом уровне Даймондс достигли финала плей-офф Третьей лиги. После победы в полуфинале в рамках двухраундового противостояния над клубом Рочдейл со счетом 4-3 команда вышла в финал плей-офф, где на стадионе Миллениум уступила клубу Челтнем Таун со счетом 3-1. В 2003 году команда выиграла Третий дивизион, победив Хартлпул Юнайтед в последнем туре. Это было третье чемпионство клуба (и соответственно повышение) за 8 последних сезонов.
Сезон 2003/04 во Втором дивизионе стал одним из самых сложных в истории клуба. Несмотря на хороший старт, ряд плохих результатов зимой опустил команду вниз турнирной таблицы, и в марте 2004 года Брайан Тэлбот покинул пост менеджера клуба после семи лет пребывания на нем. В трансферное окно клуб покинули многие его звёздные игроки, и игра совсем разладилась. Барри Хантер стал играющим тренером команды, но это не спасло команду от вылета из Второго дивизиона после поражений в трёх последних играх сезона.
Эрни Типпетт был утверждён в качестве постоянного менеджера в начале сезона 2004/05. Однако после ряда плохих результатов клуб, которому СМИ предрекали борьбу за повышение, скатился на 22 место. Типпетт был уволен, а пост менеджера на постоянной основе занял Барри Хантер. Команда финишировала на 22 месте и спаслась от вылета в Конференцию. На следующий сезон владелец клуба Макс Григгс передал управление клубом трасту болельщиков, и хотя клуб продолжал борьбу в лиге, 29 апреля Рашден вылетел обратно в Конференцию после поражения от Бостон Юнайтед. Контракт Хантера не был продлён.

### Возвращение в Конференцию
Возвращение Даймондс в Конференцию было омрачено нестабильностью на поле и вне его. Кит Казинс приобрёл клуб в ноябре 2006 года и ушёл в отставку в 2011. Его заменили Лиам Бисент и Гари Калдер, последний из которых сам покинул клуб после нескольких недель пребывания в нём. За это время у команды сменилось пять менеджеров (Пол Харт, Тони Годден, Грэм Уистли, Гарри Хилл и Джастин Эдинбург).
В первых трёх сезонах после возвращения в Конференцию (пятый дивизион Англии) Даймондс не могли финишировать в первой десятке. И к концу сезона 2008/09 средняя посещаемость их матчей упала более чем в два раза от значений последнего сезона в Футбольной лиге.
 Единственным достижением тех лет стал выход в финал Кубка Конференции, где после ничьей 3-3 в основное и дополнительное время, даймондс уступили в серии пенальти 4-3 клубу Олдершот Таун.
Однако после отставки Гарри Хилла в феврале 2009 года и последующего назначения Джастина Эдинбурга удача повернулась лицом к команде. В первый полный сезон с Эдинбургом на посту менеджера команда заняла 4 место и попала в плей-офф за выход во Вторую Лигу. Впервые с 2003 года команда попала в топ-10. В плей-офф клуб проиграл в полуфинале будущим победителям плей-офф команде Оксфорд Юнайтед. Также в этом сезоне Даймондс дошли до второго раунда Кубка Англии, победив команды Уэркингтон и Хинкли Юнайтед, прежде чем проиграли клубу Брайтон энд Хоув Альбион.
Даймондс старались повторить свой успех в следующем сезоне, но многие ведущие игроки летом покинули команду. Из-за потерь клубу нужно было сильно постараться, чтобы попасть в зону плей-офф, и к середине апреля клуб шёл лишь десятым в 13 очках от необходимого для повышения места. Ранний вылет из Кубка Англии, ФА Трофи и Кубка Нортгемптоншира не помог команде в чемпионате.
События в клубе в сезоне 2010/11 в основном происходили вне поля. Разочарования плохой игрой были перекрыты трагической гибелью голкипера первой команды (а также игрока сборной Англии «С») Дейла Робертса 14 декабря 2010 года. Между тем, президент клуба Кит Казинс подал в отставку, и его заменили Лиам Бисент и Гари Калдер. Менее чем через месяц вице-президент клуба Хелен Томпсон также уходит со своего поста,, а в марте Калдер уходит из клуба. В конце сезона клуб находился под трансферным эмбарго, и только вмешательство ПФА предотвратило отказ игроков Рашдена от игры против Мансфилд Таун в марте из-за невыплаты зарплаты. Ранее в сезоне клуб также был вынужден вступить в публичный спор с бывшим игроком команды Леоном Найтом из-за его высказываний о клубе в Твиттере.

### Упадок
Клуб был исключён из Конференции 11 июня 2011 года. Это было сделано из-за неустойчивого финансового состояния клуба и отсутствия гарантий того, что клуб сможет выполнить свои обязательства в течение сезона. Также 13 июня было сообщено о долгах клуба на £750 000. Клуб подал заявку на вступление в Южную Лигу, но заявка была отклонена. Клуб попал под внешнее управление 7 июля 2011 года.
Фанаты клуба объявили о создании своего нового клуба под названием «АФК Рашден энд Даймондс» (англ. AFC Rushden & Diamonds), чтобы сохранить клуб. Новый клуб начал свою историю в Первом дивизионе Лиги объединёных графств (англ. United Counties League).